# نقش برجسته گوکچه‌لر
نقش برجسته گوکچه‌لر (انگلیسی: Gökçeler relief) یک اثر متعلق به شاهنشاهی هخامنشی است که به سبک آناتولی-ایرانی ساخته شده و در سال ۲۰۰۴ در روستای گوکچه‌لر در استان مانیسا در ترکیه امروزی پیدا شد. منطقه این کشف مربوط به قسمت شمالی منطقه تاریخی لیدیه است که در آن‌زمان بخشی از اسپاردا (ساتراپی هخامنشی) بوده است. این نقش برجسته از سنگ آهک ساخته شده و ابعاد آن ۱٫۷۹ متر در ۰٫۵۵ در ۰٫۲۵ متر است. این نقش برجسته «محصول متمایزی از آمیزش هنری طبقه‌بندی شده به عنوان هنر ترکیبی یا آناتولی-ایرانی» است. این اثر در بین اواخر قرن ششم و اوایل قرن پنجم قبل از میلاد ساخته شده است. این اثر می‌تواند به عنوان «شواهد بیشتری برای حضور پارسیان در منطقه» استفاده شود.
به گفته فیگن چویریجی-جوشقون در «مطالعات آناتولی»، این نقش برجسته احتمالاً یک مرد آفریقایی را نشان می‌دهد که هدایایی را به صاحب آرامگاه تقدیم می‌کند، احتمالاً یک نجیب‌زاده ایرانی یا یک نجیب‌زاده غیر ایرانی در خدمت ایرانیان باشد که آداب و رسوم ایرانی را برگزیده است. مرد آفریقایی یا خدمتکار یا دوست صاحب مقبره بوده است. چویریجی-جوشقون خاطرنشان کرد که این تعجب‌آور نیست، زیرا شاهنشاهی هخامنشی چندقومیتی بوده و ایرانیان با اقوام دیگر زندگی می‌کردند. علاوه بر این، داده‌های باستان‌شناسی از سارد (پایتخت ساتراپی لیدی) و داسکیلیون (پایتخت ساتراپی فریگیه هلسپونت) وجود جمعیت‌های جهانی در این مراکز مهم ساتراپی را نشان داده است. به گفته السپت آر.ام. دوسینبر، این نقش مبهم است و می‌تواند یک زن نیز باشد، اگرچه زنان به‌طور کلی در مجسمه‌های برجسته ایرانی به تصویر کشیده نشده‌اند.
از نظر شمایل‌نگاری، هدایایی که توسط این پیکره تقدیم شده است «ریشه‌ای آناتولی غربی و یونانی دارند»، اما لباسی که او می‌پوشد «به وضوح تحت تأثیر ایرانیان است». این اثر منحصر به فرد است زیرا تا به امروز تنها اثر مجسمه‌سازی آناتولی-ایرانی است که در آناتولی کشف شده و یک چهره آفریقایی را به تصویر می‌کشد. این اثر گواهی بر «ساختار اجتماعی چندنژادی در منطقه لیدیه در اواخر قرن ششم تا اوایل قرن پنجم قبل از میلاد» است. این لوح در موزه آق‌حصار نگهداری می‌شود.